# Kirchenburg Merklingen

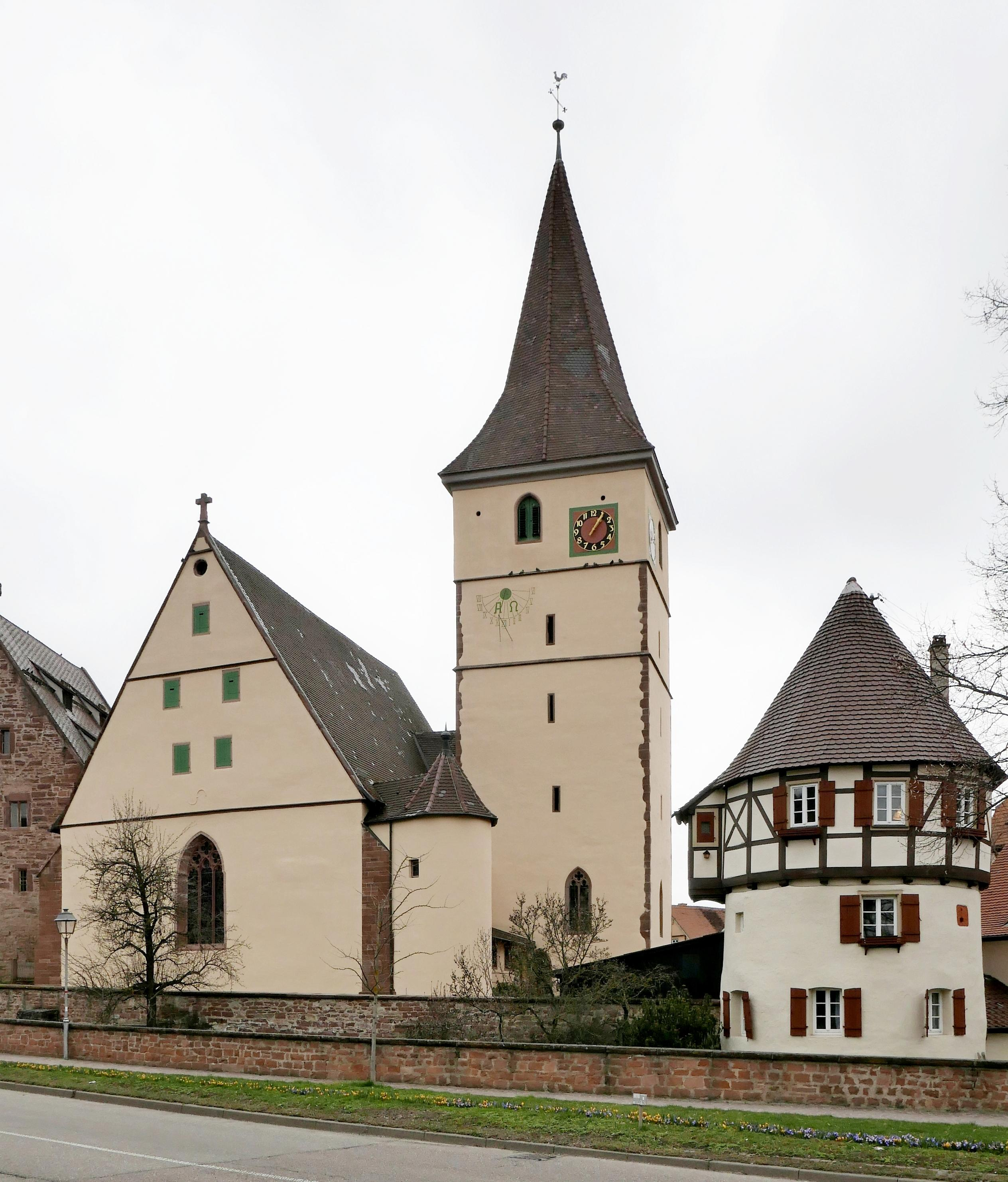
Gesamtansicht der Kirchenburg St. Remigius Merklingen

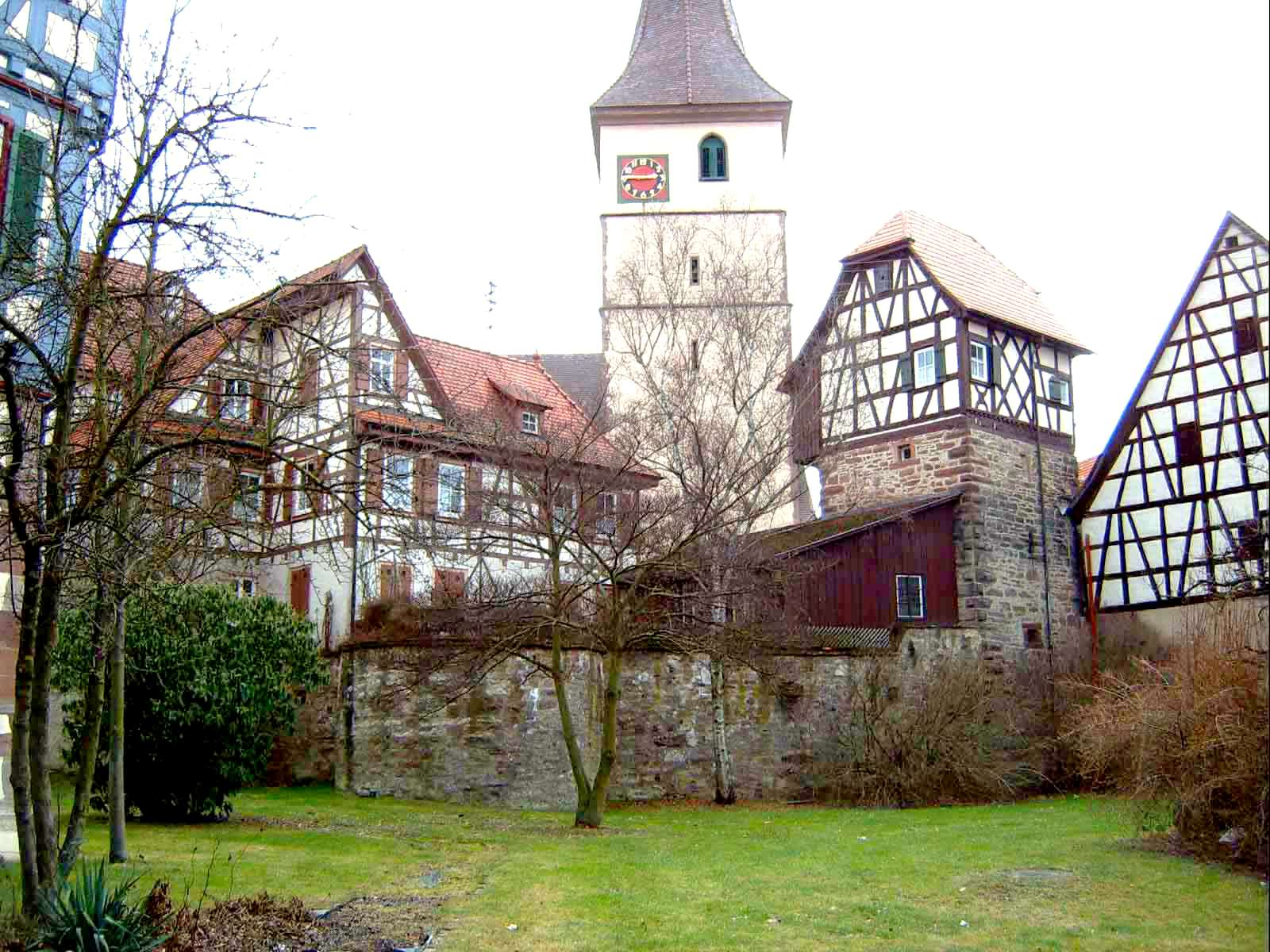
Blick auf die Rückseite mit Graben, Wehrmauer und Turmhaus (Festes Haus)

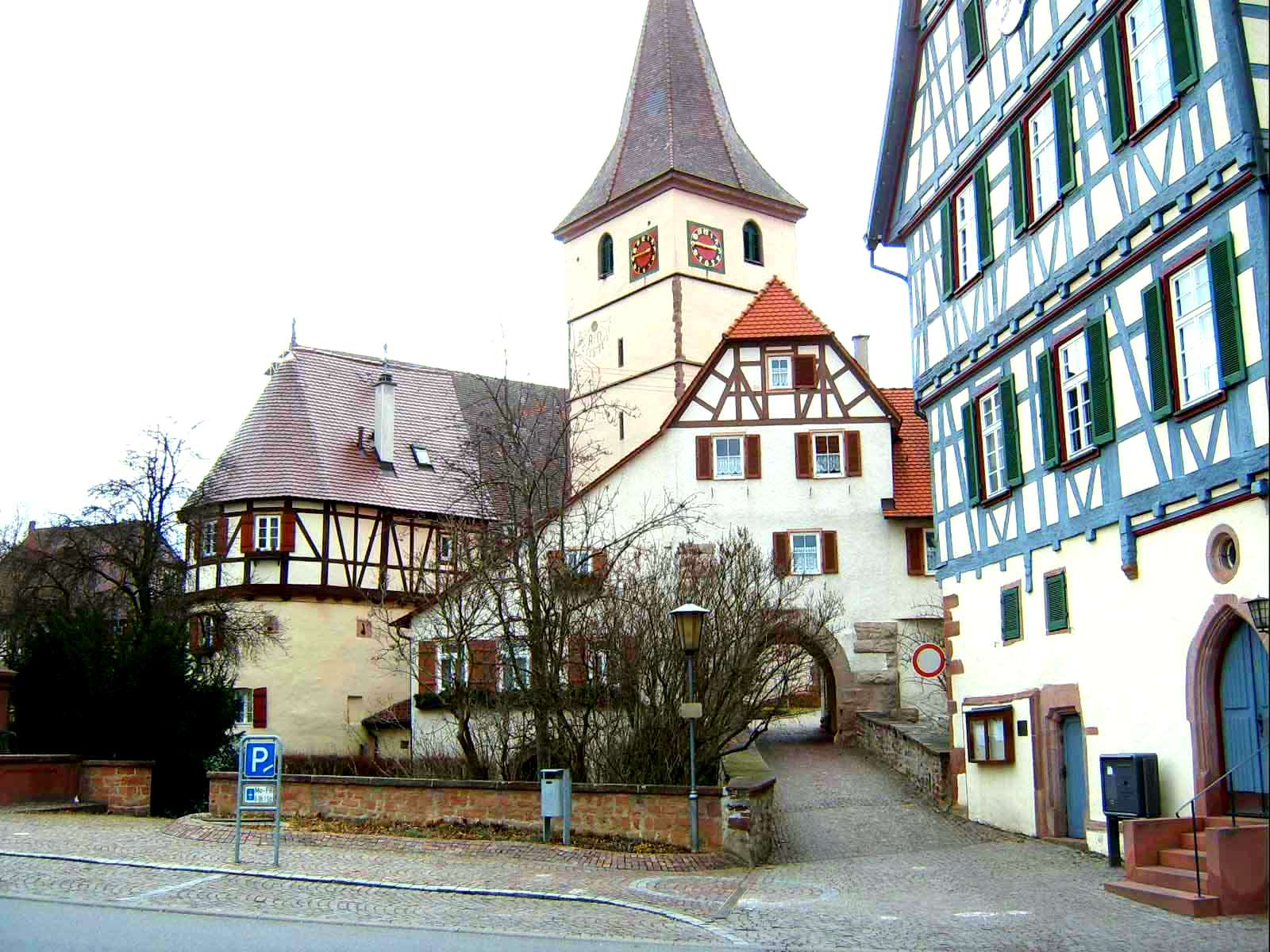
Ansicht von Südosten: Torhaus und Hufeisenturm

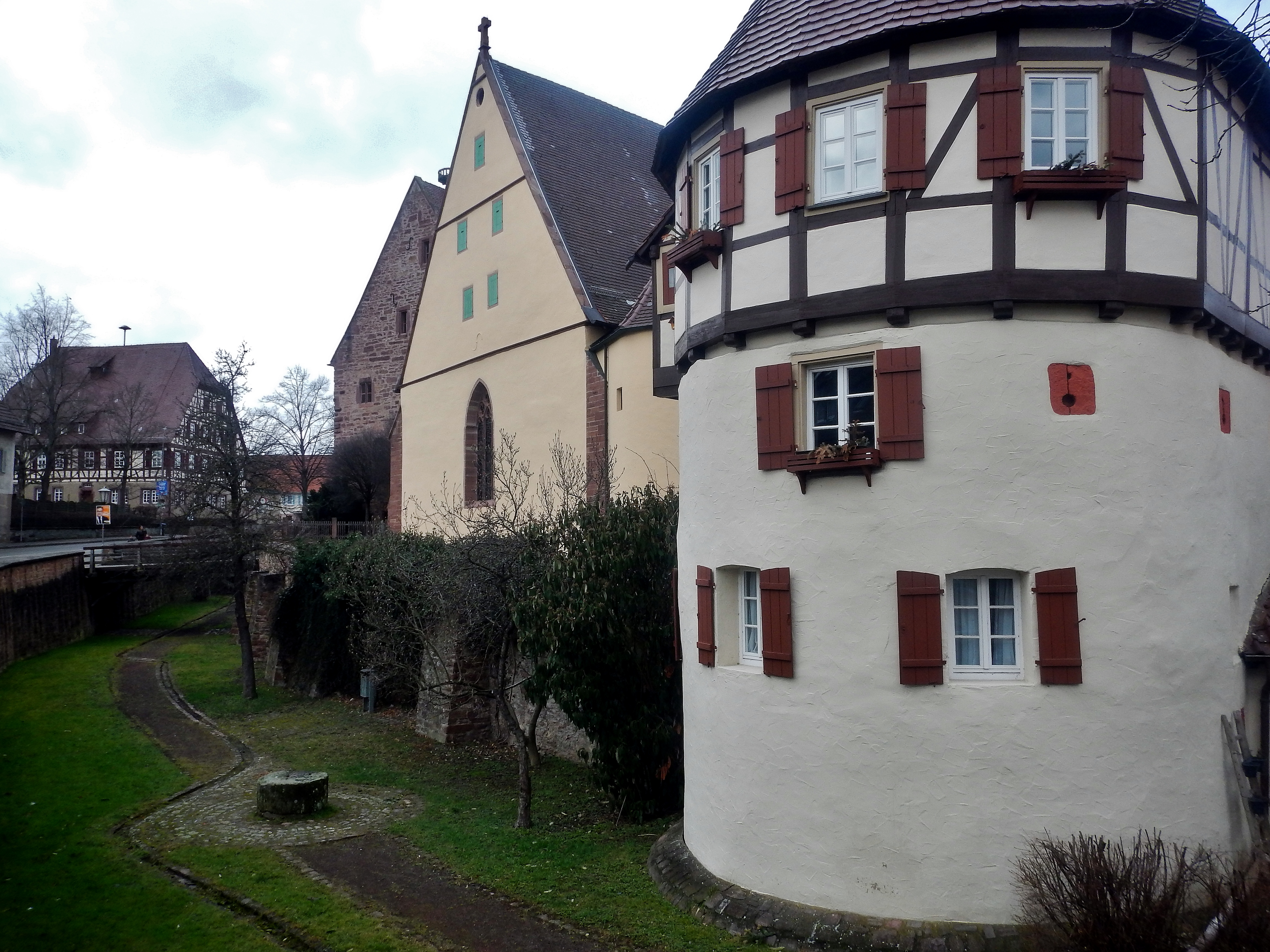
Kirchenburg mit St. Remigius-Kirche in Merklingen: Hufeisenturm der Befestigung

Die Kirchenburg Merklingen befindet sich im Teilort Merklingen der Gemeinde Weil der Stadt im Landkreis Böblingen im Regierungsbezirk Stuttgart in Baden-Württemberg. Die im Mittelalter erbaute Anlage mit Wehrkirche, Ringmauer und Wassergraben ist verhältnismäßig groß und besitzt eine für diese Region seltene Form. Heutzutage zählt sie zu einer der besten erhaltenen Kirchenburgen Süddeutschlands.

## Geschichte
Der Bau der Kirchenburg Merklingen wurde vom Grafen Simon von Eberstein-Zweibrücken veranlasst und stellte einst den Verwaltungssitz dar. Im Jahr 1250 begannen die Bauarbeiten und wurden 1278 abgeschlossen. 1280 wurde ein Steinhaus hinter dem Kirchturm errichtet, in welchem der Adel lebte. Beim Verkauf des Dorfes Merklingen 1296, kam die Kirchenburg in den Besitz des Zisterzienserklosters Herrenalb. Aus diesem Grund ist auch noch heute am Steinhaus, welches von den Mönchen als Kornspeicher genutzt wurde, ein Wappen der Ebersteiner Grafen und des Herrenalber Klosters zu erkennen. Das Wappen zeigt eine Rose und ein Abtsstab. Später nutze das Kloster die Burg als landwirtschaftliche Anlage. 1417 zerstörte ein Brand Merklingen zum größten Teil, darunter auch Teile der Burganlage.

## Beschreibung

### Remigiuskirche
Die ursprünglich romanische Pfarrkirche wurde nach dem Bischof Remigius von Reims, der als Apostel der Franken galt, benannt. 1417 wurde die Kirche bei dem Brand vollständig vernichtet. 1425 erbaute das Kloster an derselben Stelle eine Chorturmkirche im Stil der Spätgotik. Der Wiederaufbau der Kirche dauerte vermutlich bis zum Jahr 1476 an. 1595 wurde die Kirche beim Ausbau das Langhaus nach Süden vergrößert, in ihr befinden sich Renaissance-Grabmäler von Merklinger Amtmännern. 1962/64 wurde die Kirche grundlegend renoviert. Bei der Renovierung wurde eine Apsis und ein Treppenturm angebaut und farbige Glasfenster eingebaut. Bis heute ist die mittelalterlich wirkende Kirche gut erhalten.

### Ringmauer
Die Ringmauer verlief als dreifacher Schutzring um die Kirche und das Steinhaus herum. Sie besaß ein östlich und zwei nördlich gelegene Rondelle. Im südlichen Teil des mittleren Rings liegt ein halbrunder Turm, im Westen ein Abtshaus. Zwischen der äußeren und mittleren Mauer verlief ein Graben. Die Grabenanlage wurde mit Wasser aus dem Fluss Würm versorgt. Heute ist die Würm nördlich des Ortes kanalisiert. Die damals im Graben lebenden Karpfen dienten besonders während der Fastenzeit als Nahrung. Die Tiefe des Wassergrabens ist bis heute nicht bekannt. Im Zwinger zwischen der inneren Schutzmauer und dem mittleren Ring brachte man den Merklinger Friedhof unter. Die innere Schutzmauer war mit Schießscharten ausgerüstet. In den folgenden Jahrhunderten ging die alte Ringmauer vollständig und der Wassergraben teilweise verloren.

### Wehrturm
Westlich vom Torhaus liegt der Wehrturm, dessen Nutzung vielseitig war. Das unterste Stockwerk wurde als Verlies genutzt. Ein Stockwerk darüber befand sich eine Arrestzelle. Das dritte Stockwerk wurde als Dienstwohnung der Mesnerin der Remigiuskirche genutzt. Nach dem Brand 1417 wurde der Turm zum Teil nach altem Vorbild mit einem Fachwerkaufsatz nachgebaut.

## Heutzutage
Die heutige Größe erhielt die Kirchenburg erst im 18. Jahrhundert, als sie in den Besitz der Stadt, Weil der Stadt kam und diese die Burg für fünf Millionen Mark renovierten. Bei der Erneuerung der Fundamente, kam es zum Fund von Skeletten und Geheimgängen, die vom Steinhaus bis zum sogenannten „Großen Haus“ außerhalb der Burg führten. Bis in die 70er Jahre war der Burggraben zugeschüttet und wurde von den Anwohnern als Gärten zur Selbstversorgung genutzt. Inzwischen wurde der Graben wieder freigelegt. Die damaligen Zugbrücken über den Graben wurden mit Steinbrücken ersetzt.